# Мансуров, Николай Александрович
Никола́й Алекса́ндрович Мансу́ров (1870—1918) — касимовский уездный предводитель дворянства, член IV Государственной думы от Рязанской губернии. Земский врач.

## Биография
Православный. Из потомственных дворян Рязанской губернии. Сын земского деятеля Александра Порфирьевича Мансурова (1839—1903). Землевладелец Касимовского уезда (206 десятин), домовладелец города Касимова.
Окончил Рязанскую гимназию и медицинский факультет Московского университета со званием лекаря (1895). По окончании университета служил участковым земским врачом в селах Дединове и Ловцах Зарайского уезда. 17 февраля 1899 года женился на крестьянке Александре Акимовне Сигнеевой, когда у нее уже был от него сын Михаил и она ждала дочь Веру. 
Публиковал бытовые статьи и очерки из жизни земских врачей в журнале «Практический врач».
6 октября 1904 года был избран председателем Касимовской уездной земской управы, в каковой должности состоял до революции 1917 года. Также избирался депутатом дворянства (1899—1901), кандидатом уездного предводителя дворянства (1902—1914) и почетным мировым судьей Касимовского уезда. Кроме того, состоял церковным старостой одной из церквей уезда, попечителем нескольких начальных школ и председателем комиссии по учреждению в Касимове мужской гимназии. Дослужился до чина статского советника, из наград имел ордена св. Анны 3-й степени (1905) и св. Станислава 2-й степени (1906).
В 1912 году был избран членом Государственной думы от Рязанской губернии. Входил во фракцию октябристов. Состоял товарищем секретаря комиссии о народном здравии, а также членом комиссий: по народному образованию и по местному самоуправлению. Отказался от звания члена ГД 17 февраля 1914 года в связи с избранием касимовским уездным предводителем дворянства. На место Мансурова был избран П. С. Новиков.
Летом 1918 года был арестован местной ЧК, но затем освобожден под поручительство наркома земледелия РСФСР С. П. Середы. После того, как осенью 1918 года в Рязанской губернии началось крестьянское восстание, Мансуров вместе со своим старшим сыном Михаилом был расстрелян в Касимове 13 ноября 1918 года «за активное и пассивное участие в белогвардейских мятежах», хотя участия в восстании не принимал.

## Семья

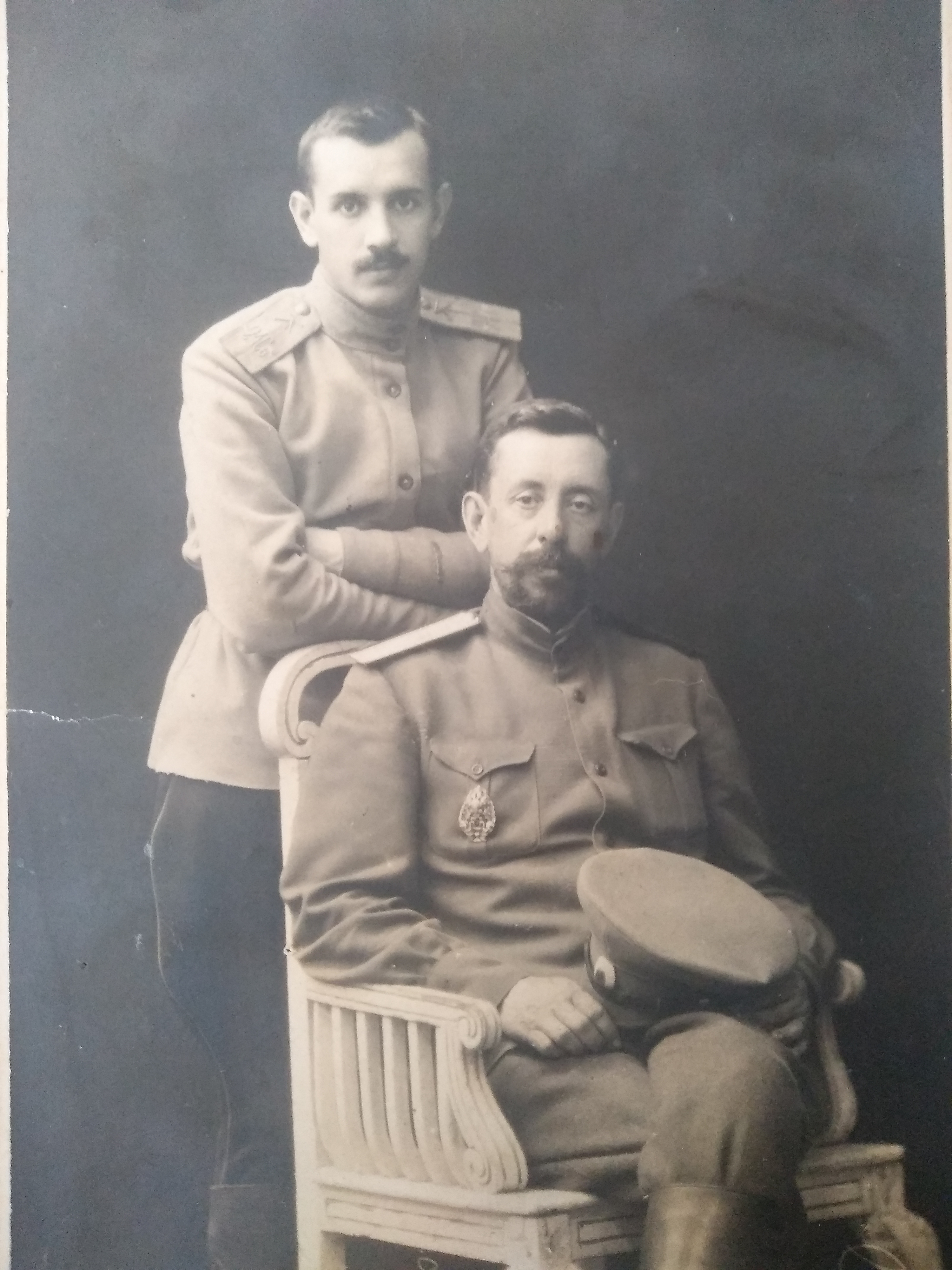
Н. А. Мансуров с сыном Михаилом, 21 июня 1917 г.

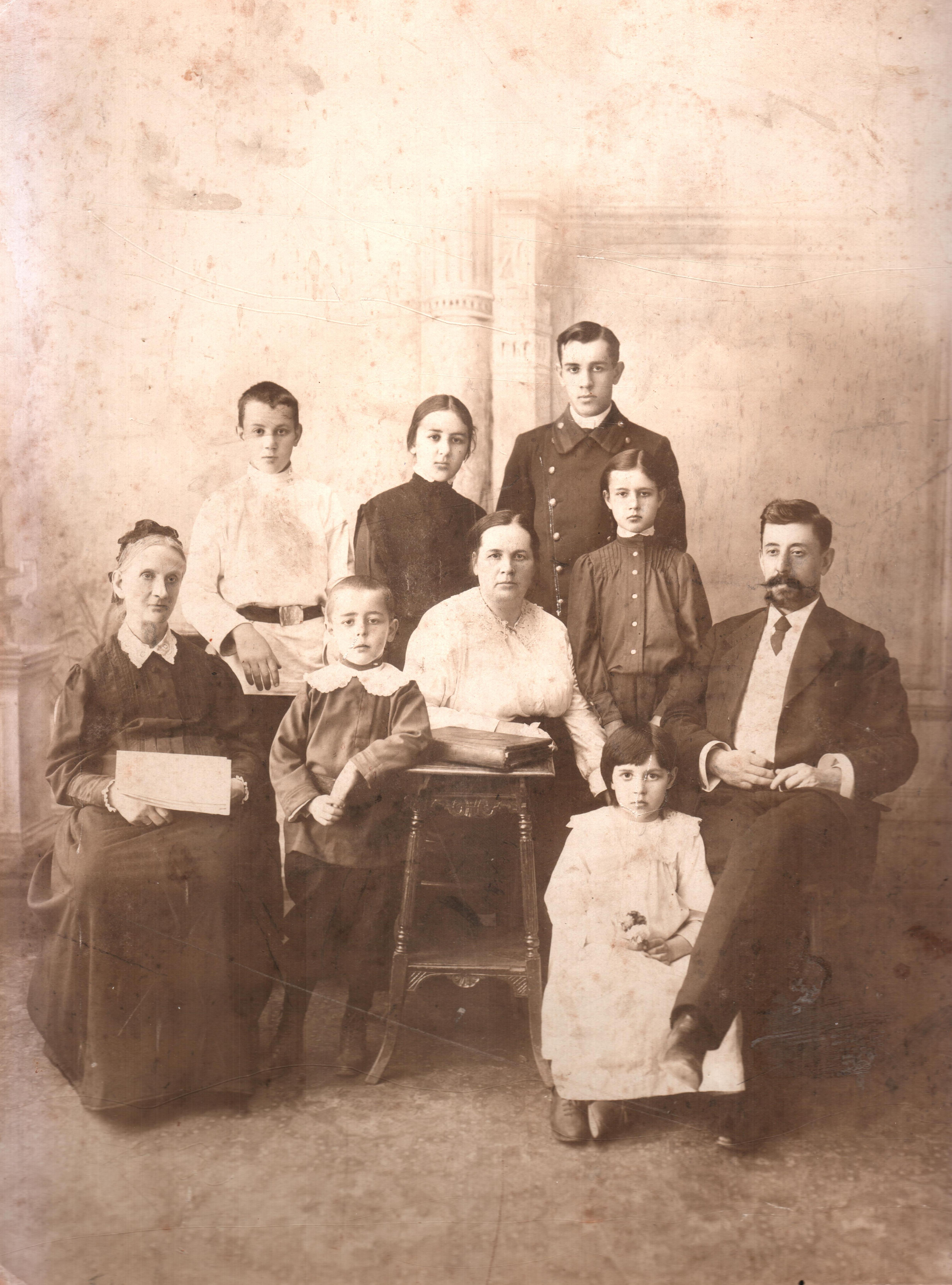
Семья Мансурова Н.А. (год примерно 1907-1909)

- Жена —  Александра Акимовна, урождённая Сигнеева (?—1935),  дочь крестьянина.     
  - Сын — Михаил (1895—1918), расстрелян вместе с отцом 13 ноября 1918 года[2].
  - Дочь —  Вера (21.05.1899—1919)
  - Сын — Александр (1900—1983), работал счетоводом, затем главным бухгалтером. В 1938 году был арестован, обвинялся по статье 58-10 УК РСФСР, через год освобождён за недоказанностью. В 1940—1954 годах — главный бухгалтер Норильского комбината НКВД. По выходе на пенсию жил в Подмосковье.[3]
  - Дочь — Софья (1905—1989), окончила высшие финансовые курсы при Бауманском институте, работала  экономистом, затем главным экономистом в Министерстве Строительства СССР в Москве, а с 1956 по 1961 в длительной командировке во Владивостоке. Ее дочери: Ирина Мансурова (р. 1925), окончила ВГИК, режиссер на киностудии "Мосфильм", работала со многими известными постановщиками (например, с А. Столпером на картине "Живые и Мёртвые", с С. Соловьевым на картинах "Станционный смотритель", "Егор Булычев" и других), её дочь Елена Фетисенко (р. 1952), советская и российская актриса, снялась в более, чем 30 фильмах;  Наталья Гржешкевич (1938—2011), окончила журфак МГУ, редактор издательства Министерства чёрной металлургии СССР, её сын Андрей Бегун (р. 1961), окончил факультет иностранных языков МГПИ, предприниматель.
  - Дочь —   Елена (1907—1965).
  - Сын — Николай (1909—1960), окончил Московский энергетический техникум (1930), участник Великой Отечественной войны. Педагог и методист по электротехнике, автор учебников и учебных пособий[4], у него сын Андрей (1941—2015), окончил МГПИ, физик, преподаватель, декан физфака, позднее проректор МГПИ им. Ленина. Автор более 100 печатных работ[5]